# Narożna Góra
Narożna Góra – wzniesienie o wysokości 165.2 m n.p.m. na Pojezierzu Kaszubskim, położone w woj. pomorskim, w powiecie wejherowskim, na obszarze gminy Łęczyce.
Obecnie wzniesienie nie jest oznaczane nazwą tylko wysokością. Na mapie niemieckiej opracowanej pod koniec wojny, a wydanej w USA po wojnie, wzniesienie oznaczane jest nazwą Eck - B. z wysokością 165,4 n.p.m. W dosłownym tłumaczeniu nazwa ta brzmi 'Narożna Góra' lub 'Rożna Góra'. Takie nazewnictwo związane jest z położeniem wzniesienia w zakolu rzeki Łeby, która opływa je ze wschodu i północy.
 
Wzniesienie to zaliczane jest do moren rozłazińskich, znajduje się ono również na skraju Pojezierza Kaszubskiego na styku z Pradoliną rzeki Łeby co powoduje występowanie na tym wzniesieniu dość znacznych wysokości względnych dochodzących do 115 m.